# Atletismo nos Jogos Pan-Americanos de 2023 - Salto em altura feminino
A competição de salto em altura feminino do atletismo nos Jogos Pan-Americanos de 2023 foi disputada em 4 de novembro no Parque Deportivo Estadio Nacional, em Santiago, no Chile. No total, competiram 9 atletas de 7 Comitês Olímpicos Nacionais (CON).

## Calendário
Horário local (UTC-4).
| Data          | Horário | Fase  |
| ------------- | ------- | ----- |
| 4 de novembro | 19:17   | Final |

## Medalhistas
| Ouro   | USA Rachel McCoy       |
| Prata  | COL Jennifer Rodríguez |
| Bronze | DOM Marisabel Senyu    |

## Recordes
Antes desta competição, os recordes mundiais e dos Jogos Pan-Americanos da prova eram os seguintes:
| Tipo                             | Atleta             | Marca  | Local        | Data                 |
| -------------------------------- | ------------------ | ------ | ------------ | -------------------- |
|                                  | Stefka Kostadinova | 2,09 m | Roma         | 30 de agosto de 1987 |
| Recorde dos Jogos Pan-Americanos | Coleen Sommer      | 1,96 m | Indianápolis | 13 de agosto de 1987 |

## Resultados

### Final
Estes foram os resultados:
| Pos. | Atleta             | Nacionalidade            | 1.70 | 1.75 | 1.78 | 1.81 | 1.84 | 1.87 | 1.90 | Marca | Notas                |
| ---- | ------------------ | ------------------------ | ---- | ---- | ---- | ---- | ---- | ---- | ---- | ----- | -------------------- |
| 01 ! | Rachel McCoy       | USA Estados Unidos       | –    | o    | –    | o    | xo   | xo   | xxx  | 1.87  | Recorde da temporada |
| 02 ! | Jennifer Rodríguez | COL Colômbia             | o    | xo   | xo   | xxo  | xxo  | xxx  |      | 1.84  |                      |
| 03 ! | Marisabel Senyu    | DOM República Dominicana | –    | o    | o    | o    | xxx  |      |      | 1.81  |                      |
| 4    | Cladina Díaz       | MEX México               | o    | o    | o    | xxx  |      |      |      | 1.78  |                      |
| 5    | Valdiléia Martins  | BRA Brasil               | –    | o    | xo   | xxx  |      |      |      | 1.78  |                      |
| 6    | Arielly Monteiro   | BRA Brasil               | o    | xo   | xxo  | xxx  |      |      |      | 1.78  |                      |
| 7    | Rylee Anderson     | USA Estados Unidos       | xo   | xo   | xxx  |      |      |      |      | 1.75  |                      |
| –    | Cecilia Aires      | URU Uruguai              | xxx  |      |      |      |      |      |      | NM    |                      |
| –    | Dacsy Brisón       | CUB Cuba                 | xxx  |      |      |      |      |      |      | NM    |                      |

Legenda
| Recorde mundial                  | Recorde mundial (World record)               |                       | Recorde africano                      | Recorde africano (African) |                                           | Q | Classificado por posição (Qualified) |
| Recorde dos Jogos Pan-Americanos | Recorde pan-americano (Pan-American record)  | Recorde da América    | Recorde da América (Americas)         | q                          | Classificado por melhor tempo (Qualified) |   |                                      |
| Melhor marca do ano              | Melhor marca do ano (World leading)          | Recorde asiático      | Recorde asiático (Asian)              | DNS                        | Não largou (Did not start)                |   |                                      |
| Recorde nacional                 | Recorde nacional (National record)           | Recorde europeu       | Recorde europeu (European)            | DNF                        | Não terminou (Did not finish)             |   |                                      |
| Recorde pessoal                  | Recorde pessoal do atleta (Personal best)    | Recorde da Oceania    | Recorde da Oceania (Oceania)          | DSQ / DQ                   | Desclassificado (Disqualified)            |   |                                      |
| Recorde da temporada             | Recorde da temporada do atleta (Season best) | Recorde sul-americano | Recorde sul-americano (South America) | NM                         | Sem marca (No mark)                       |   |                                      |